# Stefan Hunziker
Stefan Hunziker (* 30. August 1978 in Kirchleerau, Schweiz) ist ein Schweizer Wirtschaftswissenschaftler und  Professor mit Schwerpunkt Risikomanagement, Compliance und Internal Control System.

## Leben und Wirken
Hunziker studierte von 2001 bis 2006 Betriebswirtschaft an der Universität Bern. An der Universität St. Gallen (HSG) wurde er 2014 mit der Dissertation Erfolg der Internal Control – Eine empirische Analyse aus Sicht des Managements promoviert und im Jahr 2024 an der Universität Sopron habilitiert. Er ist Lehrbeauftragter an verschiedenen Hochschulen und seit 2009 als Professor an der Hochschule Luzern (HSLU) tätig. Er leitet das Competence Center Risk and Compliance Management am Institut für Finanzdienstleistungen Zug (IFZ) und ist Co-Leiter des Masterstudiengangs International Financial Management.
Hunziker verfolgt einen Forschungsansatz, der darauf abzielt, die bislang getrennten Ansätze des Risikomanagements und der Entscheidungsfindung auf Managementebene zu vereinen. Sein Ansatz ermöglicht eine ganzheitliche Betrachtung, die die Schnittstellen zwischen strategischem Management und Risikomanagement optimal nutzt, um fundierte und nachhaltige Entscheidungen innerhalb der Organisation zu fördern.
Dabei legt Hunziker besonderen Wert darauf, die Wissenschaft mit der Praxis zu verbinden, um wissenschaftliche Erkenntnisse gezielt in praxisnahe Lösungen umzusetzen. Seine Empfehlungen zur Verbesserung des Risikomanagements basieren auf empirischen Erkenntnissen und wurden in der Praxis erfolgreich erprobt.
Er hält regelmässig Keynote-Vorträge auf internationalen Konferenzen und teilt sein Fachwissen zu unterschiedlichen Themen, insbesondere in den Bereichen  Enterprise Risk Management und Compliance. Hunziker betreibt einen Blog auf LinkedIn, um regelmässig über aktuelle Entwicklungen und neue Erkenntnisse aus seinem Forschungsgebiet zu informieren und Einblicke zu teilen, die zur Diskussion anregen und inspirieren.

## Wesentliche Publikationen
- mit Mirjam Gruber-Durrer, Christian Hauser, Jeanine Bretti Rainalter: Return on Compliance – Erfolgsfaktoren der Compliance und ihr Beitrag zum Unternehmenswert. Springer Gabler, 2024, ISBN 978-3-658-45944-4.
- mit Michael Blankenagel: Research Design in Business and Management. Springer Gabler, 2. Auflage, 2024, ISBN 978-3-658-42738-2.
- Enterprise Risk Management – Modern Approaches to Balancing Risk and Reward. Springer Gabler, 2. Auflage, 2021, ISBN 978-3-658-33522-9.
- mit Jens O. Meissner: Ganzheitliches Chancen- und Risikomanagement. Springer Gabler, 2018, ISBN 978-3-658-17723-2.
- mit Jens O. Meissner: Risikomanagement in 10 Schritten. Springer Gabler, 2017, ISBN 978-3-658-15839-2.
- mit Emilio Sutter: IKS Leitfaden – Internes Kontrollsystem für staatlich finanzierte NPOs. Haupt Verlag, 2011, ISBN 978-3-258-07691-1.
- Juraj Janos: Rendite und Risiken von Zertifikaten. Erich Schmidt Verlag, 2010, ISBN 978-3-503-12069-7